# Bunuri mobile din domeniul istorie clasate în patrimoniul cultural național al României aflate în județul Ialomița
Acestă listă conține bunurile mobile din domeniul istorie clasate în Patrimoniul cultural național al României aflate la momentul clasării în județul Ialomița.

## Tezaur
| Foto | Informații generale        | Detalii tehnice                                                 | Descriere | Deținător                      | Legături |
| ---- | -------------------------- | --------------------------------------------------------------- | --- | ------------------------------ | -------- |
|      | Cap de bour, 108 de parale | Datare: 1858 Școală: Poșta Moldovei - Atelia Timbrului din Iași | Timbru „Cap de bour”, de 108 parale, Moldova, 1858, prima emisiune de timbre românești. Nedantelat, ștampilat: „Jassy Moldova 8/10”. | Colecții particulare, Urziceni | Cimec    |